# T1
A T1 harckocsi az 1920-as évek jellegzetes amerikai gyártmányú harcjárműve. Ez volt a kezdete annak a tervezési sorozatnak, amely az M3 General Lee megalkotásával fejeződött be. Magas felépítését annak köszönhette, hogy a forgatható torony alá egy mereven beépített löveget is kapott. Váltóműve 4 előre- és 1 hátrameneti fokozattal volt ellátva.
A T1 alapharckocsi módosított változatai a T1E1, a T1E3 tanulmányterv és a T1E4.

## Egyéb adatai
- Hasmagasság: 0,5 m
- Üzemanyagtartály: 360 l
- Gázlóképesség: 1 m
- Lőszerjavadalmazás: ágyúhoz 131 db, GPU-hoz 4200 db